# La Française des Jeux (wielerploeg)/2002
Deze pagina geeft een overzicht van de wielerploeg La Française des Jeux in 2002.
| Naam               | Geboortedatum | Nationaliteit       | Ploeg 2001             |
| ------------------ | ------------- | ------------------- | ---------------------- |
| Freddy Bichot      | 09-09-1979    | Frankrijk           | Stagiair               |
| Thomas Bodo        | 07-10-1980    | Frankrijk           |                        |
| Sandy Casar        | 02-02-1979    | Frankrijk           |                        |
| Jimmy Casper       | 28-05-1978    | Frankrijk           |                        |
| Baden Cooke        | 12-10-1978    | Australië           | Mercury-Viatel         |
| Carlos Da Cruz     | 20-12-1974    | Frankrijk           | Festina                |
| Jacky Durand       | 10-02-1967    | Frankrijk           |                        |
| Nicolas Fritsch    | 19-12-1978    | Frankrijk           |                        |
| Philippe Gilbert   | 05-07-1982    | België              | Stagiair               |
| Frédéric Guesdon   | 14-10-1971    | Frankrijk           |                        |
| Régis Lhuiller     | 28-05-1980    | Frankrijk           |                        |
| Bradley McGee      | 24-02-1976    | Australië           |                        |
| Christophe Mengin  | 03-09-1968    | Frankrijk           |                        |
| Jean-Patrick Nazon | 18-01-1977    | Frankrijk           |                        |
| Franck Pencolé     | 06-11-1976    | Frankrijk           | BigMat-Auber '93       |
| Franck Perque      | 30-11-1974    | Frankrijk           |                        |
| Jean-Cyril Robin   | 27-08-1969    | Frankrijk           | Bonjour                |
| Benoit Vaugrenard  | 05-01-1982    | Frankrijk           | Stagiair               |
| Nicolas Vogondy    | 08-08-1977    | Frankrijk           |                        |
| Bradley Wiggins    | 28-04-1980    | Verenigd Koninkrijk | Linda McCartney-Jaguar |
| Matthew Wilson     | 01-10-1977    | Australië           | Mercury-Viatel         |

## Overwinningen
GP Erik Breukink
2e etappe: Jimmy Casper
GP Cholet-Pays de Loire
Jimmy Casper
Dwars door Vlaanderen
Baden Cooke
Criterium International
1e etappe: Jean-Patrick Nazon
Omloop van Lotharingen
6e etappe: Nicolas Vogondy
7e etappe: Jimmy Casper
8e etappe: Baden Cooke
Vierdaagse van Duinkerke
3e etappe: Jean-Patrick Nazon
Midi Libre
1e etappe: Baden Cooke
Tro-Bro Leon
Baden Cooke
Nationale kampioenschappen
Frankrijk (wegwedstrijd): Nicolas Vogondy
Ronde van Frankrijk
7e etappe: Bradley McGee
Poly Normande
Nicolas Vogondy
Bol d'Or des Monedieres
Nicolas Vogondy
Triptyque des Barrages
1e etappe: Philippe Gilbert
Ronde van de Toekomst
3e etappe: Matthew Wilson
9e etappe: Jimmy Casper
Dauphiné Libéré
Proloog: Bradley McGee
1e etappe: Jacky Durand
5e etappe: Frédéric Guesdon
Kampioenschap van Vlaanderen
Jimmy Casper
Circuit Franco-Belge
4e etappe: Sandy Casar
Parijs-Corrèze
Baden Cooke
1e etappe: Baden Cooke
Herald Sun Tour
2e etappe: Baden Cooke
4e etappe: Baden Cooke
10e etappe: Matthew Wilson
Eindklassement: Baden Cooke

## Teams

### Tour Down Under
15 januari–20 januari
- [61.] Bradley McGee
- [62.] Thomas Bodo
- [63.] Frédéric Guesdon
- [64.] Baden Cooke
- [65.] Regis Lhuillier
- [66.] Matthew Wilson
- [67.] Nicolas Vogondy
- [68.] Carlos Da Cruz

### Ronde van Qatar
21 januari–25 januari
- [81.] Jean-Cyril Robin
- [82.] Sandy Casar
- [83.] Jimmy Casper
- [84.] Nicolas Fritsch
- [85.] Christophe Mengin
- [86.] Jean-Patrick Nazon
- [87.] Franck Perque
- [88.] Bradley Wiggins

### Ster van Bessèges
6 februari–10 februari
- [121.] Carlos Da Cruz
- [122.] Nicolas Fritsch
- [123.] Frédéric Guesdon
- [124.] Franck Pencolé
- [125.] Jean-Patrick Nazon
- [126.] Franck Perque
- [127.] Jimmy Casper
- [128.] Régis Lhuillier

### Ronde van de Middellandse Zee
13 februari–17 februari
- [145.] Jean-Cyril Robin
- [146.] Baden Cooke
- [147.] Sandy Casar
- [148.] Jimmy Casper
- [149.] Nicolas Vogondy
- [150.] Bradley Wiggins
- [151.] Nicolas Fritsch
- [152.] Matthew Wilson

### Ronde van Vlaanderen
7 april
- [121.] Jacky Durand
- [122.] Frédéric Guesdon
- [123.] Christophe Mengin
- [124.] Jean-Patrick Nazon
- [125.] Franck Pencolé
- [126.] Franck Perque
- [127.] Bradley Wiggins
- [128.] Matthew Wilson

### Ronde van Zwitserland
18 juni–27 juni
- [121.] Jean-Patrick Nazon
- [122.] Christophe Mengin
- [123.] Jimmy Casper
- [124.] Carlos Da Cruz
- [125.] Nicolas Fritsch
- [126.] Franck Pencolé
- [127.] Franck Perque
- [128.] Matthew Wilson

### Ronde van Frankrijk
6 juli–28 juli
- [91.] Nicolas Vogondy
- [92.] Sandy Casar
- [93.] Jimmy Casper
- [94.] Baden Cooke
- [95.] Jacky Durand
- [96.] Frédéric Guesdon
- [97.] Bradley McGee
- [98.] Christophe Mengin
- [99.] Jean-Cyril Robin

### Ronde van de Toekomst
5 september–14 september
- [51.] Nicolas Fritsch
- [52.] Freddy Bichot
- [53.] Jimmy Casper
- [54.] Régis Lhuillier
- [55.] Bradley Wiggins
- [56.] Matthew Wilson

Mannen: 1997 · 1998 · 1999 · 2000 · 2001 · 2002 · 2003 · 2004 · 2005 · 2006 · 2007 · 2008 · 2009 · 2010 · 2011 · 2012 · 2013 · 2014 · 2015 · 2016 · 2017 · 2018 · 2019 · 2020 · 2021 · 2022 · 2023 · 2024 · 2025
Vrouwen: 2021 · 2022 · 2023 · 2024 · 2025